# Левошин, Василий Кузьмич
Василий Кузьмич Левошин (25 декабря 1893, с. Старая Жуковка, ныне Базарно-Карабулакский район Саратовской области — 23 мая 1964, Саратов) — российский учёный-плодовод. Доктор наук, профессор, заслуженный деятель науки РСФСР.

## Биография
Окончил Саратовский сельскохозяйственный институт (1923), оставлен на преподавательскую работу. В студенческие годы совершил экспедиции в Нижнее Поволжье вместе с Н. И. Вавиловым. Зав. кафедрой плодоводства, профессор (1930). Организатор плодоовощного факультета (1930) и его первый декан.
Доктор с.-х. наук (1947). Автор работ по почвенно-экологическому обоснованию размещения садов в Нижнем Поволжье.
Член Госкомиссии по сортоиспытанию плодовых культур и винограда при МСХ РСФСР.
Автор учебников и научно-популярных книг по садоводству.

## Награды
Награждён орденами Ленина и «Знак Почёта», медалями. Заслуженный деятель науки РСФСР.